# Paweł Wszołek
Paweł Wszołek (* 30. dubna 1992 Tczew) je polský profesionální fotbalista, který hraje na pozici křídelníka za polský klub Legia Warszawa a za polský národní tým.

## Klubová kariéra
V A-týmu Polonie Warszawa působil od roku 2010, v Ekstraklase debutoval 13. listopadu 2010 v utkání s Ruchem Chorzów (výhra 3:1).
Na začátku července 2013 podepsal smlouvu s italským prvoligovým týmem Sampdoria Janov. V září 2015 odešel na hostování s opcí na přestup do jiného italského prvoligového klubu Hellas Verona. V červenci 2016 se stal hráčem Verony, již v srpnu téhož roku odešel na hostování do druholigového anglického klubu Queens Park Rangers.

## Reprezentační kariéra
Paweł Wszołek hrál za polské mládežnické reprezentační výběry U17, U18 a U19.
V A-mužstvu Polska debutoval 12. října 2012 pod trenérem Waldemarem Fornalikem v přátelském utkání s Jihoafrickou republikou (výhra Polska 1:0, Wszołek odehrál první poločas).